# Шведска на Европском првенству у атлетици у дворани 2013.
Шведска је учествовала на 32. Европском првенству у дворани 2013 одржаном у Гетеборгу, Шведска, од 28. фебруара до 3. марта. Ово је било тридесет друго Европско првенство у атлетици у дворани од његовог оснивања 1970. године на којем је Шведска учествовала, односно учествовала је на свим првенствима до данас. Репрезентацију Шведске представљало је 39 спортиста (21 мушкараца и 18 жена) који су се такмичили у 20 дисциплина (10 мушких и 10 женских).
На овом првенству Шведска је заузело 6 место по броју освојених медаља са 6 освојених медаља (једна златна, две сребрне и три бронзане). У табели успешности према броју и пласману такмичара који су учествовали у финалним такмичењима (првих 8 такмичара) Шведска је са 12 учесника у финалу заузела 5. место са 59 бодова.
Поред освојених медаља Шведска је остварило и следеће резултате: оборена су 2 национална и 21 лична рекорда и остварена су и 10 најбоља лична резултата сезоне. Интересантно је да су обе такмичарке у петобоју обориле личне рекорде у свим дисциплинама.

## Учесници
| Мушкарци: - Stefan Tärnhuvud — 60 м - Одејн Роуз — 60 м - Том Клинг-Баптист — 60 м - Феликс Франсоа — 400 м, 4 х 400 м - Јохан Рогестед — 800 м - Adil Bouafif — 3.000 м - Јохан Хиден — 3.000 м - Филип Носми — 60 м препоне - Александер Брорсон — 60 м препоне - Филип Лев — 60 м препоне - Нил де Оливеира — 4 х 400 м - Јохан Висман — 4 х 400 м - Денис Форсман — 4 х 400 м - Меркел Свелд Јакобсон — Скок мотком - Алхађи Ђенг — Скок мотком - Михел Торнеус — Скок удаљ - Андреас Отерлинг — Скок удаљ - Никлас Аренијус — Бацање кугле - Лајф Аренијус — Бацање кугле - Петер Олсон — Седмобој - Фабијан Росенквист — Седмобој | Жене: - Аша Филип — 60 м - Моа Јелмер — 400 м, 4 х 400 м - Абеба Арегави — 1.500 м - Шарлоте Шенбек — 1.500 м - Шарлота Фовгберг — 3.000 м - Јосефин Магнусон — 4 х 400 м - Фрида Персон — 4 х 400 м - Елин Морајти — 4 х 400 м - Ема Грен Трегаро — Скок увис - Еба Јунгмарк — Скок увис - Ми Нордстрем — Скок увис - Ангелика Бенгтсон — Скок мотком - Малин Далстрем — Скок мотком - Ерика Јардер — Скок удаљ - Хелена Енгман — Бацање кугле - Катарина Андерсон — Бацање кугле - Софија Линде — Петобој - Елиноре Халин — Петобој |  |

## Освајачи медаља (6)

### Злато (1)
- Абеба Арегави — 1.500 м

### Сребро (2)
- Михел Торнеус — Скок удаљ
- Еба Јунгмарк — Скок увис

### Бронза (3)
- Моа Јелмер — 400 м
- Ема Грин Трагеро — Скок увис
- Ерика Јардер — Скок удаљ

## Резултати

### Мушкарци
| Атлетичар             | Дисциплина   | Лични рекорд | Квалификације   | Квалификације | Полуфинале            | Полуфинале            | Финале                | Финале       | Детаљи |
| Атлетичар             | Дисциплина   | Лични рекорд | Резултат        | Место         | Резултат              | Место                 | Резултат              | Место        | Детаљи |
| --------------------- | ------------ | ------------ | --------------- | ------------- | --------------------- | --------------------- | --------------------- | ------------ | ------ |
| Stefan Tärnhuvud      | 60 м         | 6,77         | 6,73 КВ, ЛРС    | 4. у гр. 3    | 6,67 КВ, ЛР           | 7. у гр. 1            | Није се квалификовао  | 11 / 22      |        |
| Одејн Роуз            | 60 м         | 6,65         | 6,74 КВ         | 4. у гр. 2    | 6,63 КВ, ЛР           | 3. у гр. 1            | 6,62 ЛР               | 5 / 22       |        |
| Том Клинг-Баптист     | 60 м         | 6,72         | 6,74 кв, ЛРС    | 6. у гр. 1    | 6,73 ЛРС              | 6. у гр. 1            | Није се квалификовао  | 10 / 22      |        |
| Феликс Франсоа        | 400 м        | 47,41        | 48,13           | 4. у гр. 3    | Није се квалификовао  | Није се квалификовао  | Није се квалификовао  | 18 / 21 (23) |        |
| Франсиско Ролдан      | 800 м        | 1:47,19      | 1:49,10 кв      | 3. у гр. 5    | 1:55,98               | 6. у гр. 1            | Није се квалификовао  | 12 / 26 (28) |        |
| Adil Bouafif          | 3.000 м      | 7:54,95      | 7:58,29 кв, ЛРС | 6. у гр. 1    |                       |                       | 7:59,81               | 9 / 20 (22)  |        |
| Јохан Хиден           | 3.000 м      | 8:03,00      | 8:02,20 ЛР      | 8. у гр. 2    | Није се квалификовао  | 16 / 20 (22)          |                       |              |        |
| Филип Носми           | 60 м препоне | 7,63         | 7,76 кв, ЛРС    | 4. у гр. 2    | 7,78                  | 6. у гр. 1            | Није се квалификовао  | 11 / 27 (28) |        |
| Александер Брорсон    | 60 м препоне | 7,73         | 7,85            | 6. у гр. 1    | Нису се квалификовали | Нису се квалификовали | Нису се квалификовали | 19 / 27 (28) |        |
| Филип Лев             | 60 м препоне | 7,87         | 8,02            | 7. у гр. 4    | Нису се квалификовали | Нису се квалификовали | Нису се квалификовали | 27 / 27 (28) |        |
| Феликс Франсоа²       | 4 х 400 м    | 3:02,57 НР   |                 |               |                       |                       | 3:09,42               | 5 / 5 (6)    |        |
| Нил де Оливеира       | 4 х 400 м    | 3:02,57 НР   |                 |               |                       |                       | 3:09,42               | 5 / 5 (6)    |        |
| Јохан Висман          | 4 х 400 м    | 3:02,57 НР   |                 |               |                       |                       | 3:09,42               | 5 / 5 (6)    |        |
| Денис Форсман         | 4 х 400 м    | 3:02,57 НР   |                 |               |                       |                       | 3:09,42               | 5 / 5 (6)    |        |
| Меркел Свелд Јакобсон | Скок мотком  | 5,45         | 5,50 ЛР         | 8. у гр. А    |                       |                       | Нису се квалификовали | 14 / 23 (25) |        |
| Алхађи Ђенг           | Скок мотком  | 5,81         | 5,40            | 9. у гр. Б    | 17 / 23 (25)          |                       | Нису се квалификовали |              |        |
| Михел Торнеус         | Скок удаљ    | 8,20 НР      | 8,07 КВ         | 2. у гр. Б    | 8,29 НР               |                       |                       |              |        |
| Андреас Отерлинг      | Скок удаљ    | 7,89         | 7,39            | 11. у гр. А   | Није се квалификовао  | 22 / 25               |                       |              |        |
| Никлас Аренијус       | Бацање кугле | 19,91        | 19,73 кв        | 8.            | 19,17                 | 8 / 24                |                       |              |        |
| Лајф Аренијус         | Бацање кугле | 20,29        | 19,61           | 10.           | Није се квалификовао  | 10 / 24               |                       |              |        |

 Такмичари у штафети означени бројем учествовали су и у појединачним дисциплинама 

#### седмобој
| Дисциплина   | Петер Олсон | Петер Олсон | Петер Олсон | Петер Олсон  |
| Дисциплина   | Лич. рек.   | Рез.        | Бод.        | Плас.        |
| ------------ | ----------- | ----------- | ----------- | ------------ |
| 60 м         | 7,03        | 6,98        | 889         | 8.           |
| Скок удаљ    | 7,07        | 6,93        | 797         | 13.          |
| Бацање кугле | 13,43       | 13,37       | 690         | 12.          |
| Скок увис    | 2,02        | 2,02        | 822         | 6.           |
| 60 препоне   | 8,13        | 8,11        | 954         | 7.           |
| Скок мотком  | 5,14        | БП          |             |              |
| 1.000 м      | 2:39,97     | 2:48,50     | 781         | 10.          |
| Укупно       | 5.783       | -           | 4.933       | 13 / 13 (15) |

| Дисциплина   | Фабијан Росенквист | Фабијан Росенквист | Фабијан Росенквист | Фабијан Росенквист |
| Дисциплина   | Лич. рек.          | Рез.               | Бод.               | Плас.              |
| ------------ | ------------------ | ------------------ | ------------------ | ------------------ |
| 60 м         | 7,02               | 7,00               | 882                | 9.                 |
| Скок удаљ    | 7,19               | 7,53               | 942                | 5.                 |
| Бацање кугле | 13,41              | 13,24              | 682                | 13.                |
| Скок увис    | 1,94               | 2,02               | 822                | 5.                 |
| 60 препоне   | 8,24               | 8,30               | 908                | 13.                |
| Скок мотком  | 4,34               | 4,80               | 849                | 7.                 |
| 1.000 м      | 2:42,32            | 2:38,14 ЛР         | 894                | 3.                 |
| Укупно       | 5.645              | -                  | 5.979 ЛР           | 6 / 13 (15)        |

### Жене
| Атлетичарка       | Дисциплина   | Лични рекорд | Квалификације | Квалификације | Полуфинале            | Полуфинале   | Финале   | Финале | Детаљи |
| Атлетичарка       | Дисциплина   | Лични рекорд | Резултат      | Место         | Резултат              | Место        | Резултат | Место  | Детаљи |
| ----------------- | ------------ | ------------ | ------------- | ------------- | --------------------- | ------------ | -------- | ------ | ------ |
| Моа Јелмер        | 400 м        | 52,29 НР     | 52,87 КВ, ЛРС | 2. у гр. 1    | 52,38 КВ, ЛРС         | 2. у гр. 1   | 52,04 НР |        |        |
| Абеба Арегави     | 1.500 м      | 3:58,40 НР   | 4:11,38 КВ    | 1. у гр. 2    |                       |              | 4:04,47  |        |        |
| Шарлоте Шенбек    | 1.500 м      | 4:10,39      | 4:18,52       | 6. у гр. 3    | Нису се квалификовале | 19 / 20      |          |        |        |
| Шарлота Фовгберг  | 3.000 м      | 9:07,24      | 9:21,15       | 9. у гр. 1    | Нису се квалификовале | 15 / 17 (18) |          |        |        |
| Јосефин Магнусон  | 4 х 400 м    | 3:34,71 НР   |               |               |                       |              | 3:36,17  | 6 / 6  |        |
| Моа Јелмер²       | 4 х 400 м    | 3:34,71 НР   |               |               |                       |              | 3:36,17  | 6 / 6  |        |
| Фрида Персон      | 4 х 400 м    | 3:34,71 НР   |               |               |                       |              | 3:36,17  | 6 / 6  |        |
| Елин Морајти      | 4 х 400 м    | 3:34,71 НР   |               |               |                       |              | 3:36,17  | 6 / 6  |        |
| Ема Грен Трегаро  | Скок увис    | 1,98         | 1,92 кв       | =1.           |                       |              | 1,96 ЛРС |        |        |
| Еба Јунгмарк      | Скок увис    | 1,96         | 1,92 кв, =ЛРС | =5.           | 1,96 =ЛР              |              |          |        |        |
| Ми Нордстрем      | Скок увис    | 1,92         | 1,89          | 11.           | Нису се квалификовале | 11 / 19      |          |        |        |
| Ангелика Бенгтсон | Скок мотком  | 4,63 НР      | 4,46 ЛРС      | 9.            | Нису се квалификовале | 9 / 20       |          |        |        |
| Малин Далстрем    | Скок мотком  | 4,50         | 4,16          | 15.           | Нису се квалификовале | 15 / 20      |          |        |        |
| Ерика Јардер      | Скок удаљ    | 6,38         | 6,61 кв, ЛР   | 2.            | 6,71 ЛР               |              |          |        |        |
| Хелена Енгман     | Бацање кугле | 18,13 НР     | 17,34 ЛРС     | 9.            | Нису се квалификовале | 9 / 16       |          |        |        |
| Катарина Андерсон | Бацање кугле | 17,01        | 16,38         | 15.           | Нису се квалификовале | 15 / 16      |          |        |        |

 Такмичарке у штафети означене бројем учествовале су и у појединачним дисциплинама 

#### Петобој
| Дисциплина   | Софија Линде | Софија Линде | Софија Линде | Софија Линде | Софија Линде | Софија Линде |
| Дисциплина   | Лич. рек.    | Резултат     | Бод.         | Плас.        | Укупно       | Плас.        |
| ------------ | ------------ | ------------ | ------------ | ------------ | ------------ | ------------ |
| 60 м препоне | 8,58         | 8,36 ЛР      | 1.048        | 5.           |              |              |
| Скок увис    | 1,73         | 1,78 ЛР      | 953          | 6.           | 2.001        | 7.           |
| Бацање кугле |              | 14,14 ЛР     | 803          | 5.           | 2.804        | 6.           |
| Скок удаљ    | 5,95         | 6,12 ЛР      | 887          | 6.           | 3.691        | 7.           |
| 800 м        | 2:31,79      | 2:18,77 ЛР   | 840          | 7.           |              |              |
| Петобој      | 4.293        |              |              |              | 4.531 ЛР     | 5 / 13 (15)  |

| Дисциплина   | Елиноре Халин | Елиноре Халин | Елиноре Халин | Елиноре Халин | Елиноре Халин | Елиноре Халин |
| Дисциплина   | Лич. рек.     | Резултат      | Бод.          | Плас.         | Укупно        | Плас.         |
| ------------ | ------------- | ------------- | ------------- | ------------- | ------------- | ------------- |
| 60 м препоне |               | 8,43 ЛР       | 1.032         | 6.            |               |               |
| Скок увис    |               | 1,72 ЛР       | 879           | 12.           | 1.911         | 9.            |
| Бацање кугле |               | 13,71 ЛР      | 775           | 9.            | 2.686         | 10.           |
| Скок удаљ    |               | 5,97 ЛР       | 840           | 10.           | 3.526         | 11.           |
| 800 м        |               | 2:18,37 ЛР    | 846           | 6.            |               |               |
| Петобој      |               |               |               |               | 4.372 ЛР      | 9 / 13 (15)   |